# Zeppelin LZ 120 Bodensee
Le LZ 120 Bodensee était un dirigeable de transport de passagers construit par Zeppelin Luftschiffbau en 1919 pour exploiter un service de transport de passagers entre Berlin et Friedrichshafen. 
Il a ensuite été remis à la marine italienne en guise de réparation de guerre à la place des dirigeables qui avaient été sabotés par leurs équipages et rebaptisés Esperia.
Un navire-jumeau, le LZ 121 Nordstern, a été construit en 1920 : il a été remis à la France et rebaptisé Méditerranée.